# Группа Прёт!!
Группа Прёт!! — российская хеви-метал группа, пропагандирующая позитивное отношение к жизни и истинные жизненные ценности. Была основана в 2008 году в городе Москва, в 2012 году ушла в творческий отпуск, в 2017 возобновила свою деятельность.

## История

### Ранний этап. Образование группы
История группы берет свое начало в 2008 году, когда три студента МЭИ — Сова, Pretman и Арти — встретившись в стенах родного дома культуры (ДК МЭИ) в камерном хоре, решили попробовать собрать собственную музыкальную группу, отличительной чертой которой должны были стать сочетания тяжелого звучания с веселыми ска-мотивами. В первый состав группы вошли: Сова (бас-гитара), Pretman (барабаны), Arti (гитара), соседи Совы по комнате в общежитии — Коломбо (клавиши) и Шурик (вокал).
Первоначально группа переигрывала песни таких групп как Элизиум, Тараканы! и др. Со временем в сет-лист группа стала привносить свои собственные произведения.

### Первый концерт. Рождение группы
Набравшись немного опыта, группа дает свой первый концерт 10 ноября 2008 года в московском клубе XO на факультетском вечере МЭИ. Выступление группы публика принимает крайне положительно. Польщенные успехом, музыканты решают, что именно этот день будет считаться днем рождения группы.

### Становление группы. Приход в команду Дяди Вити
Со временем группа начинает давать все больше и больше концертов, выступая на различных площадках московских рок-клубов. В преддверии одного из выступлений вокалист Шурик временно покидает Москву и его место занимает Pretman, на барабаны музыканты приглашают старого друга-земляка Совы и Pretmana — дядю Витю. Этот концерт, посвященный дню первокурсника, состоялся в парке Лефортово на стадионе. Группа Прёт!! впервые разделила сцену с титанами панк-рока того времени — группой Тараканы!. После концерта группа принимает решение, что дальнейшую деятельность она будет осуществлять именно в таком составе: Pretman — вокал, Арти — гитара, Сова — бас-гитара, дядя Витя — барабаны, Коломбо — клавиши.

### Первый альбом — «На абордаж!» — 2010 год
Обретя стабильность в составе, группа активно сочиняет собственный материал. К октябрю 2010 года команда подходит с пятнадцатью собственными песнями. Для записи первого альбома группа выбирает студию «KIV records», известную уже на тот момент своей работой с коллективами, играющими в тяжелых стилях.
10 ноября 2010 года рождается первый полноформатный альбом Группы Прёт!! — На абордаж! Альбом положительно был встречен в обществе рокеров и панк-рокеров. Композиция «Самый жЫрный панк-концерт», записанная совместно с вокалистами группа Порт-812, Блондинка Ксю, Дергать и др., официально стала гимном одноимённого проходящего ежегодного в Москве фестиваля панк-рок групп — Самый жирный панк-концерт. Участниками этого фестиваля часто бывали такие группы как Тараканы!, Distemper, FPG, Бригадный подряд, Йорш и др. Сама «Группа Прёт!!» также являлась постоянным участником фестиваля.

### Второй альбом — «Королева красоты» — 2012 год
Следующие два года группа активно концертирует в Москве и ближайших областях. Помимо этого, готовит материал на новый альбом.
В середине 2012 года в свет выходит второй альбом команды «Королева красоты».

### Творческий отпуск группы — 2012—2017 года
«Королева красоты» получил неоднозначный отклик, так как по своей сути был не до конца проработан и не имел серьёзной маркетинговой поддержки. Причиной этому послужил тот факт, что в 2012 году большая часть музыкантов окончила институт, устроилась на работу и не могла уделять должного времени творчеству. Через некоторое время Сова уехал на Родину в Чебоксары. Так в конце 2012 года группа объявила, что уходит в бессрочный творческий отпуск.

### Возобновление деятельности — 2017 год
В апреле 2017 года угнетенный офисной рутиной Pretman предпринимает попытку возродить группу. Однако, на его отклик отзывается только гитарист Arti. С этого момента группа приобретает студийный формат и начинает сочинение нового материала, а также готовит идею новой концепции и звучания группы.
Теперь группа позиционирует себя как первый и единственный в мире коллектив, выступающий в жанре happy metal (хеппи-метал), основной идеей которого является — пропаганда добра, безудержный драйв души, освобождение от оков современной бытовухи и бессмысленности.

### Синглы «Ты мой космос» и «Happy Metal New Year» и запись нового альбома — 2018 год
К середине 2018 года группа выпускает первый сингл после долгого молчания — «Ты мой космос», в состав которого также вошли реаранжированные композиции с двух предыдущих альбомов.
Звучание группы приобретает более тяжелый окрас, музыканты отказываются от классических и присущих ранней деятельности группы духовых инструментов, отдав предпочтение электронным.
К новому году группа подходит с ещё одним синглом «Happy Metal New Year», который был встречен очень тепло интернет-аудиторией. Давние поклонники группы отметили, что ждут нового материала.
В свою очередь, группа не стала томить ожиданиями своих фанатов, и в поддержку к новогоднему синглу выпустила видеообращение, в котором обозначила, что новый альбом записан и выйдет в свет в начале 2019 года.
В это же время аудитория группы отмечает, что после обновления звучания и тематики песен команда все больше имеет в том или ином сходство с такими коллективами как Judas Priest, Van Halen Dragonforce, Helloween, Ария, Эпидемия и др, и имеет все шансы стать флагманом нового витка популярности тяжелой музыки в стране.

### Новый альбом Happy Metal — 2019
В марте 2019 года группа представила слушателям свой новый и долгожданный для слушателей альбом Happy Metal. Как утверждают сами музыканты, альбом получился достаточно экспериментальным, но, однако, открывает новую страницу в истории группу с новым звучанием и направлением.

## Имидж
С возобновлением деятельности группа поменяла также и свой имидж: теперь музыканты появляются на публике в ярких лосинах и жилетах, ряд атрибутов унаследован от представителей glam metal’а 80-х годов (бонданы, браслеты, макияж и др.). Однако, в отличие от glam metal’а это не выглядит так вычурно и имеет под собой определённую идеологию.

## Идеология
Happy metal (хэппи-метал) — это больше, чем жанр, звучание или стиль. Happy metal это целый мир, целая вселенная, наполненная яркими красками, событиями и настоящей жизнью! Идея этого мира состоит в том, что внутри каждого человека живёт то самое «Я», которое приходится душить из-за навязанных обязательств, которое скрывается за рутиной бытовых дел и уходит в небытие из-за подмененных ценностей и немыслимой лживости современного мира. А это «Я» хочет всего лишь теплоты, добра, ясного будущего и любви. Это внутреннее Я — твой Прётмен, человек, свободный от предрассудков, низменных желаний и шаблонов. Все, что он умеет и хочет — это дарить добро, зажигать надежду в непросветленных, открывать и показывать мир в его истинных красках!
Музыканты и их поклонники в свете идеи Happy Metal’а называют себя сектой. Сектой без какого-либо религиозного подтекста, а понимая это, как объединение одной общей идеей и верой в человека.
Манифест секты:
Живи так, как тебя нравится, делай то, в чём твое предназначение, слушай тех, кого хочешь, но выбирай сам! Стань свободным и настоящим! Дай волю душе и её истинным порывам! Ведь нет ничего важнее для тебя, чем твоя СОБСТВЕННАЯ ЖИЗНЬ, наполненная радостью, весельем и позитивом!

## Состав

### На сегодняшний день
| Состав                      |        | Годы                |
| --------------------------- | ------ | ------------------- |
| Михаил Михайлов — «Pretman» | вокал  | с момента основания |
| Артем Левашев — «Arti»      | гитара | с момента основания |

### Бывшие участники
| Николай Гаврилов — «Сова»     | бас-гитара | 2008 — 2012 |
| Виктор Тимофеев — «дядя Витя» | барабаны   | 2008 — 2012 |
| Михаил Корчков — «Коломбо»    | клавишные  | 2008 — 2012 |
| Александр Лямасов — «Шурик»   | вокал      | 2008 — 2009 |
| Валерий Леонтьев              | духовые    | 2010 — 2011 |
| Алексей Крупник               | бас-гитара | 2017 — 2018 |
| Павел Крупник                 | ударные    | 2017 — 2018 |

## Дискография

### Альбомы, синглы
| №  | Название             | Тип | Год  |
| -- | -------------------- | --- | ---- |
| 1. | На абордаж!          | LP  | 2010 |
| 2. | Королева красоты     | LP  | 2012 |
| 3. | Ты мой космос        | SP  | 2018 |
| 4. | Happy metal New Year | SP  | 2018 |
| 5. | HAPPY METAL          | LP  | 2019 |

## Видеография
| №  | Название | Тип              | Год  |
| -- | -------- | ---------------- | ---- |
| 1. | Повезло  | музыкальный клип | 2011 |